# Sobre l'origen del món
Sobre l'Origen del Món és un llibre considerat apòcrif gnòstic que forma part del tractat quint del còdex II dels Manuscrits de Nag Hammadi (NH II,5, 97-127). Es troben alguns fragments a NH XIII,2: fragment; i a Brit. Lib. Or. 4926.
No té títol, cosa que explica el seu nom; encara que també de vegades se'l anomena De l'origen del món. Molt pròxim a la Hipòstasi dels Arconts, que és un comentari sobre l'antropologia bíblica, L'Escrit sense títol és un tractat didàctic sobre l'origen del món, un llibre coherent i sistemàtic sobre el problema del principi i del fi.

## Finalitat
Vol intentar convèncer a una audiència no-gnòstica (probablement jueva) que accepti les creences gnòstiques, referent a la creació del món, amb la finalitat que es posi en dubte al Déu de les escriptures jueves i acceptin una doctrina de gran qualitat, referent a l'existència d'un déu transcendental, superior al demiürg i amo del món material.

## Contingut
Després d'un pròleg en el qual es refuta la teoria del caos, per guanyar als lectors jueus o cristians, dona una exposició llarga, respecte a la cosmogonia i l'antropologia. Per aquest fi, utilitza una font gnòstica comú a la Hipòstasi dels Arconts i, possiblement, l'Evangeli apòcrif de Joan. Aquestes fonts presenten al creador diví del món material, Ialdabaoth, com un déu ignorant i envejós, que blasfema i afirma ser l'únic déu.
Per altra banda, Adam i Eva, de la mateixa manera que Sabaoth, un dels fills del demiürg Ialdabaoth, per assolir el verdader coneixement desobeeixen al seu creador.
L'ús de tres temps constitueix el marc general del mite dogmàtic: 
- Un temps cosmogònic, en el qual les forces combaten pel poder.
- Un temps intermedi, a on l'home, separat a la vegada dels déus i dels animals, elabora el sistema dels intercanvis i les comunicacions.
- I un temps escatològic, en el curso del qual acaba el món present. Els homes tornen al seu origen, a l'esfera primordial, recuperats bé pel diví, bé per la ferocitat infernal (condemnació eterna), dins d'un àmbit no humà.

El problema del temps és central en la gnosi i procedeix d'una concepció fonamentalment mítica, tributària de la concepció judeocristiana de la tripartició en cosmogonia, soteriologia i escatologia.De la concepció grega hereva, no els moments successius i cronològics, sinó els contemporanis i simultanis en l'etern retorn d'aquest. Però també és la negació d'aquestes concepcions: el temps de la gnosi és un temps incoherent i fet engrunes per la brusca intervenció d'un Déu aliè tant a la història com a la creació. D'aquí que el temps se situa radicalment del costat del món: un temps lligat a la incoherència, a la decadència, i a la mentida; un temps que és principi d'alienació.
El caos no és l'origen primer de les coses, atès que és definible (tenebres) i té una arrel, és a dir, que és una realitat segona, derivada. Les tenebres són produïdes per una ombra que deriva a la vegada d'una "obra" que és des del principi, la realitat primera, primitiva, primordial.
Sempre trobem el mateix escenari: sofia emanada de pístis, donant a llum al Demiürg, que, per la seva part, crea l'univers de la deficiència. Davant la despietat del Demiürg, pístis-sofia anuncia la dissolució d'aquest univers malvat i la condemnació de l'autor. La resposta del Demiürg és crear la mort, que crea a la vegada 49 dimonis. Però les forces del bé anuncien finalment l'existència de l'home immortal, inaugurant-se així la antropogonia.
El tractat conclou amb un epíleg que resumeix l'exposició i acaba amb una apel·lació vibrant a la conversió, una promesa de recompensa o càstig etern.